# Корфантув
Корфантув (пол. Korfantów, нім. Friedland in Oberschlesien) — місто в південно-західній Польщі.
Належить до Ниського повіту Опольського воєводства.

## Демографія
Демографічна структура станом на 31 березня 2011 року:
|          | Загалом | Допрацездатний вік | Працездатний вік | Постпрацездатний вік |
| -------- | ------- | ------------------ | ---------------- | -------------------- |
| Чоловіки | 906     | 140                | 664              | 102                  |
| Жінки    | 1017    | 147                | 638              | 232                  |
| Разом    | 1923    | 287                | 1302             | 334                  |